# ジャーナリスト・作家財団
ジャーナリスト・作家財団（トルコ語: Gazeteciler ve Yazarlar Vakfı, GYV、英語: The Journalists and Writers Foundation, JWF）は、1994年に設立された市民社会組織。フェトフッラー・ギュレンが名誉会長を務める。今日必要とされている、数百年間にわたる「共生の経験」という考え方に基づく活動と、豊かな文化や信仰を現代社会に適応させ、世界に発信することを目的とする。トルコ国内外で愛、寛容や対話を広げ、よりよくするための活動を行っている。

## プラットフォーム
アバント会議、ユーラシア対話プラットフォーム(DAプラットフォーム)、異文化プラットフォーム、女性プラットフォーム、メディアログ・プラットフォーム、調査センターなどのプラットフォームを通じて活動を行う。

## 行事
財団が毎年主宰している行事。
- 国際家族講演会(2010-)
- メディアでの女性認識ワークショップ(2011-)
- ビルリクテ・ヤシャマ(共生)賞(2011-)
- アンタルヤ・フォーラム (2012)

## 表彰事業
財団の理念に沿う活動に対し、毎年ホシュギョル(寛容)賞やディアログ(対話)賞を設け、表彰している。